# Adam Driver

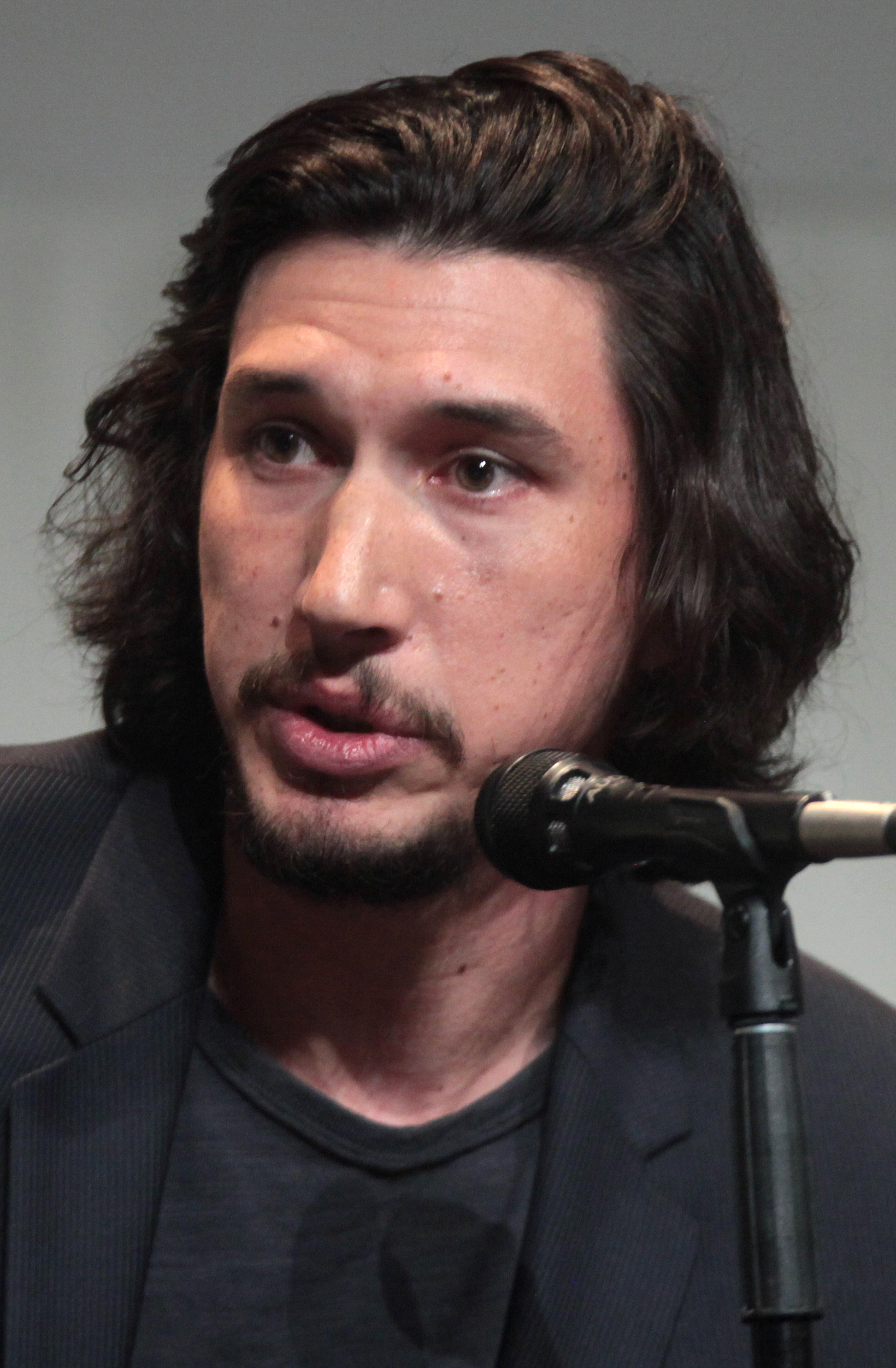
Adam Driver (2015)

Adam Douglas Driver (ur. 19 listopada 1983 w San Diego) – amerykański aktor filmowy i telewizyjny, były żołnierz. Znany z roli Kylo Rena w filmach Gwiezdne wojny: Przebudzenie Mocy (2015),  Gwiezdne wojny: Ostatni Jedi (2017), oraz Gwiezdne wojny: Skywalker. Odrodzenie (2019). Zdobywca Pucharu Volpiego dla najlepszego aktora na 71. MFF w Wenecji za rolę Jude'a w obrazie Złaknieni (2014) Saverio Costanzo. Dwukrotnie nominowany do Oscara za występy w filmach Czarne bractwo. BlacKkKlansman (2018) oraz Historia małżeńska (2019).

## Życiorys

### Wczesne lata
Driver urodził się w San Diego w Kalifornii, ale szybko przeniósł się z rodziną do Mishawaki w stanie Indiana, gdzie się wychował. Jego matka, Nancy pracuje w kancelarii prawniczej, a ojciec jest pastorem. Przodkowie Drivera pochodzili głównie z Anglii, ale też z Holandii, Niemiec, Irlandii i Szkocji. Gdy aktor miał 7 lat, jego rodzice rozwiedli się. Ojczym Drivera, również pastor, przyczynił się do wychowania go w duchu religijnym, Driver śpiewał również w chórze kościelnym. Uczęszczał do szkoły średniej w Mishawace, którą ukończył w 2001. W tym czasie często występował w szkolnych przedstawieniach i śpiewał w szkolnym chórze.
Parę miesięcy po zamachach z 11 września 2001, Driver wstąpił do Piechoty Morskiej Stanów Zjednoczonych. Jego decyzja była umotywowana patriotyczną postawą w związku z zamachami oraz chęcią wyrwania się z miasta w którym dorastał. W wojsku spędził 2 lata i osiem miesięcy. Jego jednostka została wysłana do Iraku, ale Driver na wojnę nie pojechał z powodu wypadku, jakiego doznał podczas jazdy na rowerze górskim. W marcu 2004 z powodów zdrowotnych został zwolniony z armii, pomimo to za swoją służbę otrzymał National Defense Service Medal. Po odejściu z wojska Driver przez rok studiował na Uniwersytecie w Indianapolis, po czym przeniósł się do Juilliard School na kierunek: aktorstwo.

### Kariera
Po ukończeniu Juilliard School, Driver przeniósł się do Nowego Jorku, gdzie występował w przedstawieniach na Broadwayu i Off-Broadwayu, okazjonalnie dorabiając jako kelner. Jego kariera nabrała tempa wraz z występem w serialu HBO Dziewczyny, w którym zagrał rolę Adama Sacklera, osobliwego młodego artysty, partnera głównej bohaterki. Za tę rolę otrzymał nominację do nagrody Emmy w 2013 w kategorii „Najlepszy aktor drugoplanowy w serialu komediowym”. Driver odegrał również epizodyczne role w takich filmach jak Lincoln w 2012 oraz Co jest grane, Davis? w 2013.
18 grudnia 2015 swoją premierę miał film Gwiezdne wojny: Przebudzenie Mocy, w którym Driver wystąpił w jednej z głównych ról, antagonisty, Kylo Rena. W dramacie historycznym Martina Scorsese Milczenie (2016) zagrał postać portugalskiego zakonnika Francisco Garupe.
W 2018 wystąpił w filmie Czarne bractwo. BlacKkKlansman Spike’a Lee, za co w 2019 został nominowany do Oscara w kategorii „najlepszy aktor drugoplanowy”. W 2020 otrzymał drugą w swojej karierze nominację do tej nagrody za rolę w filmie Historia małżeńska (2019) w kategorii „najlepszy aktor pierwszoplanowy”.

### Życie prywatne
W 2013 Driver poślubił Joanne Tucker, z którą wcześniej był od długiego czasu w związku. Aktor prowadzi organizację non-profit Arts in the Armed Forces, która zajmuje się organizowaniem przedstawień scenicznych dla personelu wojskowego.

## Filmografia

### Filmy
- 2010: You Don't Know Jack: The Jack Soo Story jako Glen Stetson
- 2011: J. Edgar jako Walter Lyle
- 2012: Gayby jako Neil
- 2012: Lincoln jako Samuel Beckwith
- 2012: Frances Ha jako Lev Shapiro
- 2013: Bluebird jako Walter
- 2013: Co jest grane, Davis? jako Al Cody
- 2013: Tracks jako Rick Smolan
- 2013: The F Word jako Allan
- 2014: Złaknieni jako Jude
- 2014: Ta nasza młodość jako Jamie
- 2014: Powiedzmy sobie wszystko jako Phillip Altman
- 2015: Gwiezdne wojny: Przebudzenie Mocy jako Kylo Ren
- 2016: Nocny uciekinier jako Sevier
- 2016: Paterson jako Paterson
- 2016: Milczenie jako Garupe
- 2017: Logan Lucky jako Clyde Logan
- 2017: Opowieści o rodzinie Meyerowitz (utwory wybrane) jako Randy
- 2017: Gwiezdne wojny: Ostatni Jedi jako Kylo Ren
- 2018: Czarne bractwo. BlacKkKlansman jako Flip Zimmerman
- 2018: Człowiek, który zabił Don Kichota jako Toby
- 2019: Raport jako Daniel Jones
- 2019: Truposze nie umierają jako Ronnie Peterson
- 2019: Historia małżeńska jako Charlie
- 2019: Gwiezdne wojny: Skywalker. Odrodzenie jako Kylo Ren
- 2021: Dom Gucci jako Maurizio Gucci
- 2021: Anette jako Henry McHenry
- 2021: Ostatni pojedynek jako Jacques Le Gris
- 2022: Biały szum jako Jack Gladney
- 2023: 65 jako Mills
- 2023: Ferrari jako  Enzo Ferrari

### Seriale TV
- 2010: Komisariat drugi jako Will Slansky (1 odcinek)
- 2010: Prawo i porządek jako Robby Vickery (1 odcinek)
- 2012-2017: Dziewczyny jako Adam Sackler (główna rola)